# Holacanthus bermudensis
Espèce
Synonymes
- Holacanthus isabelita (Jordan and Rutter, 1898)

Statut de conservation UICN

 LC  : Préoccupation mineure
Le Poisson-ange bleu (Holacanthus bermudensis) est un poisson appartenant à la famille des Pomacanthidae.

## Problème de synonymie
Pour certains auteurs et sites (ITIS, Florida Museum of natural History...), ce poisson est le même que Holacanthus isabelita.
Pour d'autres (FishBase...), ce poisson est différent de Holacanthus isabelita (étrangement nommé Demoiselle bleue dans ce cas là).